# 新潟県道142号岩船町停車場有明線
新潟県道142号岩船町停車場有明線（にいがたけんどう142ごう いわふねまちていしゃじょうありあけせん）は、新潟県村上市内を通る一般県道である。

## 概要

### 路線データ
- 起点：新潟県村上市小口川字中江向（岩船町駅）
- 終点：新潟県村上市有明字日の宮（国道290号交点）

## 地理

### 交差する道路
- 村上市道（起点：村上市小口川字中江向、岩船町駅前）
- 新潟県道146号岩船町停車場岩船線（岩船町駅前（起点） - 村上市小口川（「小口川交差点」北方）で重複）
- 国道7号（今宿交差点）
- 国道290号（終点：村上市有明字日の宮）

### 周辺
- JR東日本羽越本線 岩船町駅
- 日本海東北自動車道 神林岩船港IC
- 村上市役所 神林支所
- 村上市立神納中学校
- 村上市立神納小学校
- 村上市立西神納小学校
- 神林郵便局
- 有明簡易郵便局
- 神林総合運動公園野球場